# West Cape May
West Cape May é um distrito localizado no estado americano de Nova Jérsei, no Condado de Cape May.

## Demografia
Segundo o censo americano de 2000, a sua população era de 1095 habitantes.
Em 2006, foi estimada uma população de 1007, um decréscimo de 88 (-8.0%).

## Geografia
De acordo com o United States Census Bureau tem uma área de
3,1 km², dos quais 3,1 km² cobertos por terra e 0,0 km² cobertos por água.

## Localidades na vizinhança
O diagrama seguinte representa as localidades num raio de 8 km ao redor de West Cape May.